# ألكسندرا فيجن
ألكسندرا فيجن (مواليد 22 ديسمبر 2002) هي لاعبة تزلج فني على الجليد بلغارية، فازت بكأس دينكوفا ستافيسكي في عام 2019.

## الحياة الشخصية
وُلِد فيغين في 22 ديسمبر 2002 في القدس، إسرائيل. انتقلت مع والديها إلى صوفيا، بلغاريا في سن مبكرة.

## وصلات خارجية
- ألكسندرا فيجن على موقع الاتحاد الدولي للتزلج (الإنجليزية)
- ألكسندرا فيجن على موقع اللجنة الأولمبية الدولية (الإنجليزية)
- ألكسندرا فيجن على موقع أوليمبيديا (الإنجليزية)